# 丹羽彪吉

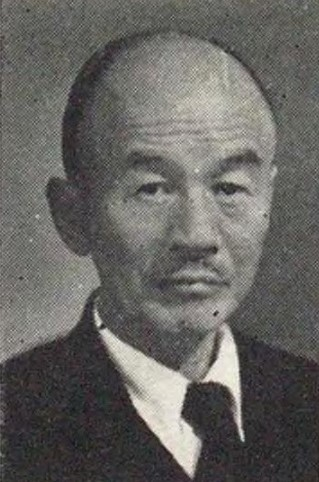
丹羽彪吉

丹羽 彪吉（にわ ひょうきち、1885年（明治18年）1月19日 - 1950年（昭和25年）4月10日）は、大正から昭和前期の実業家、政治家。貴族院勅選議員、衆議院議員。

## 経歴
岐阜県出身。丹羽伊兵衛の三男として生まれる。1905年（明治38年）大阪実業学館高等科を卒業。
三井物産に入社。以後、大畑伸銅所顧問、同専務取締役、日東金属工業社長、伸銅工業所社長などを務めた。1946年（昭和21年）10月9日、貴族院勅選議員に任じられ、交友倶楽部に所属して1947年（昭和22年）5月2日の貴族院廃止まで在任した。
1948年（昭和23年）6月、政治資金に関する問題で衆議院不当財産取引調査特別委員会に大野伴睦とともに証人喚問された。
1949年（昭和24年）1月、第24回衆議院議員総選挙で岐阜県第2区から民主自由党所属で出馬して当選。同党相談役、同顧問を務め、在任中に死去した。
その他、日本アルミニウム板工業組合理事長、関東アルミニウム管棒工業組合専務理事、軽金属圧延工業会理事、日本伸銅協会長、全日本軟式野球連盟会長などを務めた。